# Sun Zi Suanjing

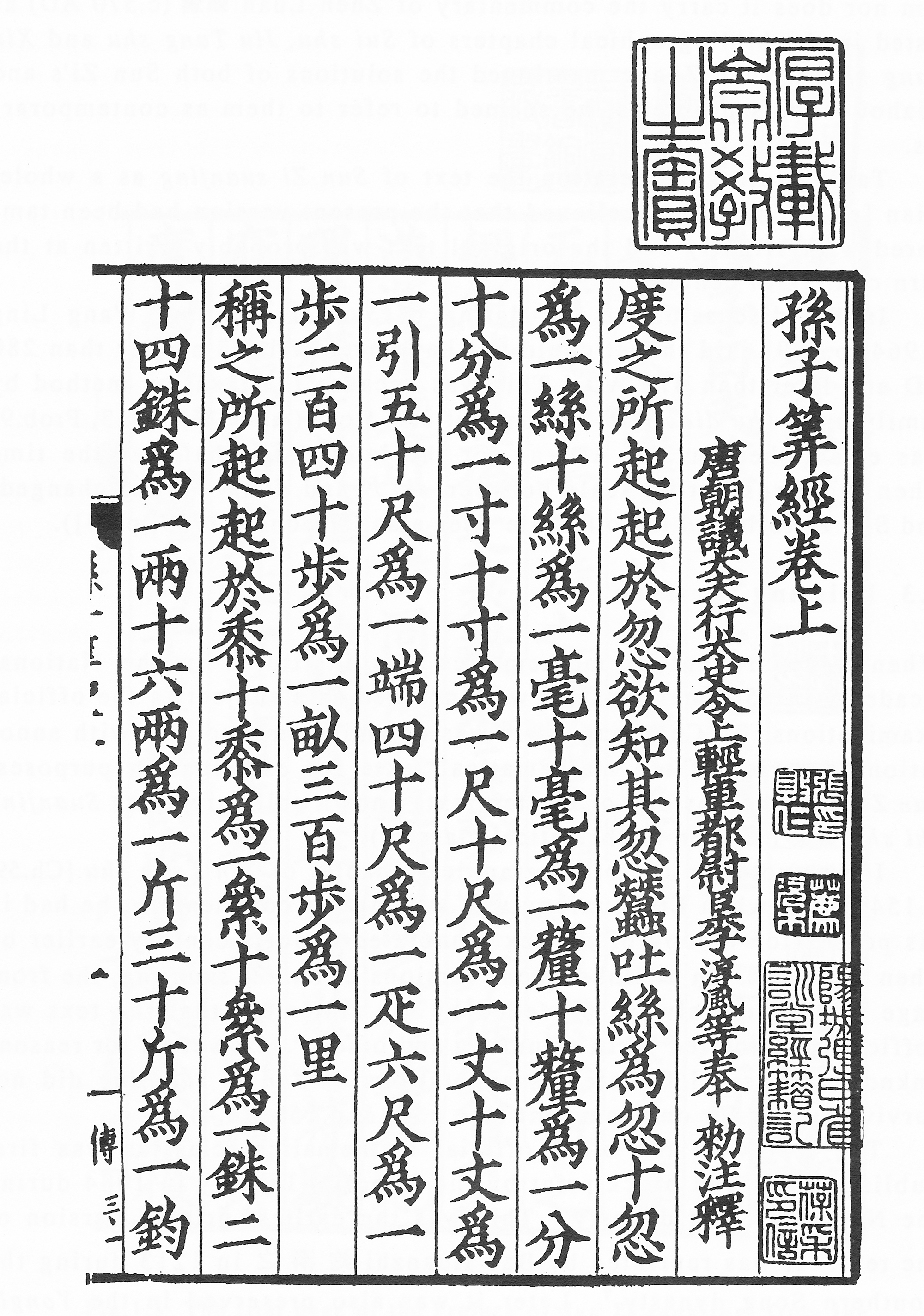
Facsímil de la dinastía Qing del Sun Zi Suanjing.

Sun Zi Suanjing (孙子算经, Sūn Zĭ Suànjīng, lit. El clásico matemático de Sun Zi) fue un tratado matemático escrito durante los siglos III al V d. C. el cual fue nombrado como uno de Los diez cánones del cálculo, durante la dinastía Tang. La identidad específica del autor, Sun Zi (lit. Maestro Sol), es aún desconocida, pero vivió mucho después que su epónimo Sun Tzu, autor de El arte de la guerra. A partir de la evidencia textual, varios especialistas concluyeron que el libro fue completado durante las dinastías Meridionales y Septentrionales. Además de describir métodos aritméticos e investigar las ecuaciones diofánticas, el tratado habla ligeramente sobre astronomía e intenta desarrollar un calendario.

## Contenido

Algoritmo de la división 6561/9 de Sun Zi.

División de Al-Juarismi, idéntica a la de Sun Zi.

Algoritmo de la raíz cuadrada de Sun Zi.

División de Kushyar Gilani, idéntica a la de Sun Zi.

El libro está dividido en tres capítulos.

### Capítulo 1
El capítulo uno discute acerca de las unidades de distancia, masa, capacidad y las reglas de la numeración con varillas. Aunque la numeración con varillas estaba en uso durante el periodo de las Primaveras y Otoños y muchos antiguos libros sobre matemática como Libro sobre números y cálculo y Los nueve capítulos sobre el arte matemático, no existían los detalles exactos de las reglas de este sistema. Por primera vez, Sun Zi Suanjing proveyó una detallada descripción de las reglas de la numeración con varillas: "uno debe conocer la posición de las varillas, las unidades son verticales, las decenas horizontales, las centenas se paran y los miles se postran". Seguido por la disposición detallada y las reglas para la manipulación de la numeración con varillas para la adición, sustracción, multiplicación y división con amplios ejemplos.

### Capítulo 2
El capítulo dos trata con reglas operacionales para las fracciones en la numeración de varillas: la reducción, adición, sustracción y división de fracciones, seguido por el algoritmo para la extracción de la raíz cuadrada.

### Capítulo 3
El tercer capítulo contiene el ejemplo más antiguo del teorema chino del resto, una herramienta clave para el entendimiento y resolución de las ecuaciones diofánticas.